# Luis Alberto Acuña Tapias
Luis Alberto Acuña Tapias (Suaita, Santander, 1904 - Tunja, 1993) fue un pintor colombiano.

## Biografía
En 1923 ingresó a la Academia de Bellas Artes de Bogotá y al año siguiente ganó un concurso del Gobierno de Santander, que le costeó un viaje a Europa y una pensión. Ese mismo año inició sus estudios en la Academia Julien, con Pablo Landovsky.
En 1929 regresó a Colombia y fue nombrado Rector del Centro de Bellas Artes de Bucaramanga. Hizo su segunda exposición individual en el Salón del Diario "El Deber" de Bucaramanga. En 1942 participó en el Tercer Salón de Artistas Colombianos con los óleos "Placita Colonial" y "Mascarada", y obtuvo el tercer premio de pintura con este último.
Participó en el Salón Nacional de Artistas de Colombia en varias ocasiones y ganó el primer puesto en 1950. De 1948 a 1949 fue becado por Guggenheim Memorial Foundation. En 1957 pintó el mural Teogonía de los dioses chibchas en el vestíbulo del Hotel Tequendama y en 1960 pintó un mural al fresco en la Academia Colombiana de la Lengua.
En Villa de Leyva existe un museo con su nombre y parte de su obra.